# Dolicheremaeus bartkei
Dolicheremaeus bartkei är en kvalsterart som beskrevs av Rajski och Szudrowicz 1974. Dolicheremaeus bartkei ingår i släktet Dolicheremaeus och familjen Tetracondylidae. Inga underarter finns listade i Catalogue of Life.